# Липтовске Кљачани
Липтовске Кљачани (слч. Liptovské Kľačany) насељено је мјесто са административним статусом сеоске општине (слч. obec) у округу Липтовски Микулаш, у Жилинском крају, Словачка Република.

## Становништво
| Година:    | 1994. | 2004.    | 2014.   | 2024.   |
| ---------- | ----- | -------- | ------- | ------- |
| Број људи: | 303   | 357      | 383     | 379     |
| Разлика:   |       | +17,82 % | +7,28 % | -1,04 % |

| Година:    | 2023. | 2024.   |
| ---------- | ----- | ------- |
| Број људи: | 372   | 379     |
| Разлика:   |       | +1,88 % |

Према подацима о броју становника из 2011. године насеље је имало 351 становника.